# Enrique Hertzog
Pour les articles homonymes, voir Hertzog.
Enrique Hertzog, né le 10 décembre 1897 à La Paz et mort le 18 décembre 1981 à Buenos Aires en Argentine, est un homme d'État bolivien. Il est président de la Bolivie de mars 1947 à octobre 1949.

## Biographie

### Avant la présidence
José Enrique Hertzog Garaizábal est né le 10 décembre 1897 dans la capitale bolivienne, La Paz. Après avoir complété ses études primaires et secondaires dans sa ville natale, il est admis à la faculté de médecine de l'université supérieure de San Andrés, de laquelle il sort diplômé quelques années plus tard.
Membre du Parti républicain authentique (Partido Republicano Genuino), Hertzog est nommé entre 1932 et 1933 dans plusieurs fonctions ministérielles au sein du gouvernement de Daniel Salamanca Urey, tel que ministre de l'Intérieur et de la Justice, ministre de la Guerre et de la Colonisation, ministre du Développement et des Communications et ministre de l'Instruction publique et de l'Agriculture. Il est également nommé préfet du département de La Paz. Plus tard, au sein du gouvernement d'Enrique Peñaranda, il occupe la fonction de ministre de l'Hygiène et de la Santé. Il occupe aussi la fonction de sénateur en 1940.

### Présidence
En novembre 1946, Hertzog fonde le Parti de l'union républicaine socialiste (PURS), un parti conservateur avec lequel il se présente aux élections générales de 1947. Vainqueur des élections, il prend les rênes du pays alors que la situation économique est difficile et que plusieurs mobilisations paysannes et ouvrières compromettent les actions du gouvernement. Il succède ainsi à deux présidents intérimaires qui ont eux-mêmes succédé Gualberto Villarroel, un président réformiste, assassiné en 1946.

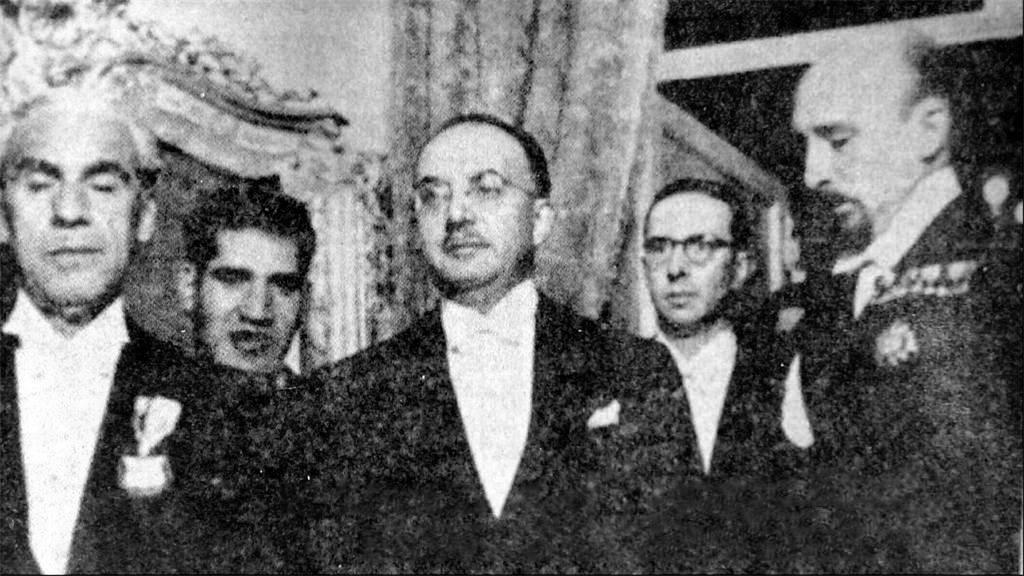
Investiture d'Hertzog comme président de la République.

Représentant de l'oligarchie bolivienne, Hertzog mène, dès ses débuts comme président, une politique anti-ouvrière, dirigée notamment contre certains de ses opposants politiques. Réagissant de manière plus conciliante aux agitations sociales – provoquées notamment par le Mouvement nationaliste révolutionnaire – qui avaient cours durant son mandat, son approche suscite de l'insatisfaction au sein du PURS. Il se retire donc temporairement de la vie publique, le 7 mai 1949, et laisse la présidence du pays à son vice-président, Mamerto Urriolagoitía, le jugeant plus apte à faire face à ce climat social instable. Il démissionne officiellement le 17 octobre 1949, devant le Congrès national, laissant le pouvoir de manière définitive à Urriolagoitía.
Parmi ses réalisations, Hertzog continue d'importants projets d'infrastructures, comme la construction de la route Cochabamba–Santa Cruz, du chemin de fer Yacuiba–Villamontes et d'un bâtiment de l'université supérieure de San Andrés. Il instaure également, par le décret suprême du 19 avril 1949, l'enseignement obligatoire de la religion dans toutes les écoles boliviennes. En outre, il réalise l'exercice de cartographier l'ensemble du territoire bolivien.
Son gouvernement est l'un des derniers issus de la bourgeoisie bolivienne qui promouvaient le libéralisme. La révolution bolivienne de 1952 entraîne un renversement du pouvoir au profit de partis nationalistes davantage issus de classes sociales multiples.

### Après la présidence
Après la présidence, il est nommé ambassadeur de la Bolivie en Espagne par son successeur, poste qu'il occupera de 1949 à 1958. Il se présente ensuite, sans succès, aux élections générales de 1966 comme candidat présidentiel. Il se retire ensuite de la vie publique et meurt dans la capitale argentine, Buenos Aires, le 18 décembre 1981.